# Alejandro Saccone
Alejandro Sebastián Saccone (Rosario, 25 marzo 1974) è un ex calciatore argentino, di ruolo portiere.

## Biografia
In seguito al ritiro dal mondo del calcio è divenuto preparatore dei portieri, prendendo in gestione un sito internet e organizzando eventi e campus correlati al ruolo che ricopriva da giocatore.

## Carriera

### Club
Cresciuto nel settore giovanile del Renato Cesarini, nel 1992 viene incluso in prima squadra; nel 1993 viene acquistato dal River Plate, che lo inserisce nella propria rosa quale terzo (e talvolta quarto) portiere. Dato che in quegli anni il River aveva in squadra diversi giocatori di valore nel ruolo, Saccone rimase ai margini della squadra per anni, arrivando a debuttare solo nella partita di Coppa Libertadores 1998 contro l'Alianza Lima, in cui giocò 15 minuti sostituendo Roberto Bonano. Poiché lo spazio era per lui limitato e si doveva sedere costantemente in panchina (più di 70 gli incontri che seguì come riserva) la dirigenza del club decise di mandarlo in prestito al Chacarita Juniors; con tale società ebbe l'occasione di disputare da titolare 5 gare dell'Apertura 1999. Terminato il periodo alla squadra dalla maglia tricolore, Saccone fu reintegrato nei ranghi del River, ove però fu ancora escluso dai titolari; pertanto, decise di trasferirsi in Italia, alla Carrarese, con cui scese in campo per 8 volte in Serie C1. Tornò ben presto in patria, ancora una volta al River Plate, venendo chiamato per sopperire alla mancanza di Juan Pablo Carrizo, infortunato, quale terzo portiere della squadra dietro a Franco Costanzo e Germán Lux. Venne impiegato per la prima volta dal River in campionato nell'Apertura 2003 (a quasi dieci anni dal suo arrivo a Núñez; giocò l'ultima gara nel Clausura 2005, ritirandosi poi dall'attività poco tempo dopo. Nella sua carriera da professionista ha giocato 16 incontri complessivi in 13 anni.

## Palmarès

### Club

#### Competizioni nazionali
- Campionato argentino: 3

River Plate: Clausura 1997, Clausura 2000, Clausura 2004

#### Competizioni internazionali
- Coppa Libertadores: 1

River Plate: 1996
River Plate: 1997